# Won di Samhan
Won (원왕?, 元王?; fl. I secolo a.C.) è stato un sovrano coreano, re dal 58 al 33 a.C. della confederazione di Mahan.
Il suo nome personale era Hun (훈?, 勳?). Fu succeduto da Gye.